# Olle Källgren
Olle Källgren, född 7 september 1907, död 13 april 1983, var en svensk fotbollsspelare (försvarare).
Källgren är med sina 220 matcher i Allsvenskan under åren 1932–1943 Sandvikens IF:s meste allsvenske spelare genom tiderna. Han vann under 1930-talet tre SM-medaljer med sitt Sandviken och var uttagen till Sveriges trupp till VM i Frankrike 1938, där han spelade i två av matcherna när Sverige slutade på fjärde plats. Han tilldelades Stora grabbars märke 1938.
Olle Källgren avled 1983, 75 år gammal.